# Cute (Band)
Cute (/kjuːto/, stilisiert als ℃-ute geschrieben) war eine japanische Girlgroup unter dem Hello! Project.

## Geschichte
°C-ute wurde am 11. Juni 2005 gegründet. Die sieben Mitglieder waren die verbliebenen "Hello! Project Kids", die nicht für die Gruppe Berryz Kobo ausgewählt wurden. Im Januar 2006 stieß Kanna Arihara von den Hello! Pro Eggs zur Gruppe hinzu. 
Noch vor der Gründung von °C-ute waren einige Mitglieder an anderen Projekten mit diversen Morning-Musume-Mitgliedern beteiligt, u. a. bei ZYX und Aa! sowie beim Mini-Moni-Film "Okashina Daibouken".
Von Mai bis Juli 2006 brachten °C-ute vier Singles unter dem Status einer Indies-Band heraus. Am 21. Februar 2007 erschien ihre erste Single unter einem Major-Label, Sakura Chirari, die auf Platz 3 der Oricon-Charts landete. Damit wurden die Mitglieder mit einem Durchschnittsalter von 13 Jahren zu den jüngsten Künstlerinnen, die es jemals in die Top Ten der Oricon-Charts geschafft haben.
Am 31. Oktober 2006 verließ Megumi Murakami plötzlich und ohne Abschiedszeremonie die Gruppe, um sich, wie es offiziell hieß, mehr auf Schule und ihr Privatleben konzentrieren zu können. Nachdem Kanna Arihara °C-ute und das Hello! Project am 9. Juli 2009 krankheitsbedingt verließ, wurde am 1. August des gleichen Jahres bekannt gegeben, dass auch Erika Umeda die Gruppe am 25. Oktober 2009 verlassen würde, um als Model zu arbeiten.
Im Dezember 2008 war die Gruppe Teil einer kontroversen Episode der Fernsehsendung Yorosen. Die Sendung war so konzipiert, dass jeweils ein Mitglied einer Gruppe die Moderation zu einem bestimmten Thema übernimmt. In der Episode "Die größten Persönlichkeiten der Welt!" stelle Nakajima Adolf Hitler vor und lobte sein Auftreten und seine Reden. Die Gruppe malte Bilder von ihm und nannte ihn salopp "Onkel Hitler". TV Tokyo, der Sender auf dem die Episode lief, entschuldigte sich kurz nach Ausstrahlung in einem öffentlichen Brief. Kurz darauf endete die Serie.
Nach mehreren erfolgreichen Jahren mit konstant guten Platzierungen in den Oricon-Charts gab die Gruppe am 20. August 2016 bekannt, sich zum Juni 2017 aufzulösen. Das letzte Konzert fand in der Saitama Super Arena statt.

## Mitglieder

### Letzte Besetzung
| Name                     | Geburtstag      | Alter | Mitgliedsfarbe | Mitgliedsfarbe | Weitere Gruppen                    | Anmerkung |
| ------------------------ | --------------- | ----- | -------------- | -------------- | ---------------------------------- | --------- |
| Maimi Yajima (矢島舞美)  | 7. Februar 1992 | 33    |                | Rot            | ZYX                                | Leader    |
| Saki Nakajima (中島早貴) | 5. Februar 1994 | 31    |                | Blau           | Athena & Robikerottsu, Guardians 4 |           |
| Airi Suzuki (鈴木愛理)   | 12. April 1994  | 30    |                | Pink           | 4KIDS, Aa, Buono!                  |           |
| Chisato Okai (岡井千聖)  | 21. Juni 1994   | 30    |                | Grün           | Athena & Robikerottsu              |           |
| Mai Hagiwara (萩原舞)    | 7. Februar 1996 | 29    |                | Gelb           | 4KIDS, Kira☆Pika                   |           |

### Ehemalige Mitglieder
- Erika Umeda (梅田えりか, * 24. Mai 1991), graduiert am 25. Oktober 2009
- Megumi Murakami (村上愛, * 6. Juni 1992), trat zurück am 31. Oktober 2006 ohne Zeremonie
- Kanna Arihara (有原栞菜, * 15. Juni 1993), trat zurück am 9. Juli 2009 ohne Zeremonie

## Diskografie

### Studioalben
| Jahr | Titel                                                                                     | Höchstplatzierung, Gesamtwochen, AuszeichnungChartsChartplatzierungen (Jahr, Titel, Platzierungen, Wochen, Auszeichnungen, Anmerkungen) | Anmerkungen                                                   |
| Jahr | Titel                                                                                     | JP | Anmerkungen                                                   |
| ---- | ----------------------------------------------------------------------------------------- | --- | ------------------------------------------------------------- |
| 2006 | Cutie Queen Vol. 1 (キューティー クイーン Vol.1) Kyūtī Kuīn Boryūmu Wan                   | JP15 (3 Wo.)JP | Erstveröffentlichung: 25. Oktober 2006 Verkäufe JP: + 15.752  |
| 2007 | 2 Mini: Ikiru to Iu Chikara [fn 4] (②mini~生きるという力~) Tsū Mini ~Ikiru to Iu Chikara~ | JP21 (2 Wo.)JP | Erstveröffentlichung: 18. April 2007 Verkäufe JP: + 9.388     |
| 2008 | 3rd: Love Escalation! (3rd~LOVEエスカレーション!~) Sādo ~Rabu Esukarēshon~                | JP10 (4 Wo.)JP | Erstveröffentlichung: 12. März 2008 Verkäufe JP: + 17.099     |
| 2009 | 4 Akogare My Star (④憧れ My Star) Yon Akogare Mai Sutā                                    | JP13 (3 Wo.)JP | Erstveröffentlichung: 28. Januar 2009 Verkäufe JP: + 11.327   |
| 2010 | Shocking 5 (ショッキング5) Shokkingu Faibu                                                | JP25 (2 Wo.)JP | Erstveröffentlichung: 24. Februar 2010 Verkäufe JP: + 7.345   |
| 2011 | Chō Wonderful! 6 (超 Wonderful! ⑥) Chō Wandafuru Roku                                     | JP20 (3 Wo.)JP | Erstveröffentlichung: 6. April 2011 Verkäufe JP: + 7.716      |
| 2012 | Dai Nana Shō ’Utsukushikutte Gomen ne’ (第七章「美しくってごめんね」)                     | JP15 (3 Wo.)JP | Erstveröffentlichung: 8. Februar 2012 Verkäufe JP: + 8.171    |
| 2014 | 8 Queen of J–Pop (⑧ Queen of J-Pop)                                                       | JP6 (5 Wo.)JP | Erstveröffentlichung: 4. September 2014 Verkäufe JP: + 14.892 |
| 2015 | °Cmaj9 (℃maj9)                                                                            | JP8 (6 Wo.)JP | Erstveröffentlichung: 23. Dezember 2015 Verkäufe JP: + 16.563 |

### Kompilationen
| Jahr | Titel | Höchstplatzierung, Gesamtwochen, AuszeichnungChartsChartplatzierungen (Jahr, Titel, Platzierungen, Wochen, Auszeichnungen, Anmerkungen) | Anmerkungen                                                   |
| Jahr | Titel | JP | Anmerkungen                                                   |
| ---- | --- | --- | ------------------------------------------------------------- |
| 2009 | Cute Nan Desu! Zen Single Atsumechaimashita! 1 (℃-uteなんです! 全シングル集めちゃいましたっ!①) Kyūto Nan Desu! Zen Shinguru Atsumechaimashita! Ichi | JP17 (2 Wo.)JP | Erstveröffentlichung: 18. November 2009 Verkäufe JP: + 9.558  |
| 2011 | 2 Cute Shinseinaru Best Album (②℃-ute神聖なるベストアルバム)                                                                                        | JP12 (8 Wo.)JP | Erstveröffentlichung: 21. November 2011 Verkäufe JP: + 24.613 |
| 2017 | ℃omplete Single Collection | JP5 (9 Wo.)JP | Erstveröffentlichung: 3. Mai 2017 Verkäufe JP: + 21.518       |

### Singles
| Jahr | Titel Album | Höchstplatzierung, Gesamtwochen, AuszeichnungChartsChartplatzierungen (Jahr, Titel, Album, Platzierungen, Wochen, Auszeichnungen, Anmerkungen) | Anmerkungen                                                                                    |
| Jahr | Titel Album | JP | Anmerkungen                                                                                    |
| ---- | --- | --- | ---------------------------------------------------------------------------------------------- |
| 2006 | Massara Blue Jeans (まっさらブルージーンズ) Massara Burū Jīnzu Cutie Queen VOL.1                                                                                         | — | Erstveröffentlichung: 6. Mai 2006 Debüt (Indie)                                                |
| 2006 | Soku Dakishimete (即 抱きしめて) Cutie Queen VOL.1 | — | Erstveröffentlichung: 3. Juni 2006 Indie                                                       |
| 2006 | Ōki na Ai de Motenashite (大きな愛でもてなして) Cutie Queen VOL.1 | — | Erstveröffentlichung: 9. Juli 2006 Indie                                                       |
| 2006 | Wakkyanai (Z) (わっきゃない(Z)) Wakkyanai Zetto Cutie Queen VOL.1 | — | Erstveröffentlichung: 29. Juli 2006 Indie; letzte Single mit Megumi Murakami                   |
| 2007 | Sakura Chirari (桜チラリ) 3rd ~LOVE Escalation!~ | JP5 (3 Wo.)JP | Erstveröffentlichung: 21. Februar 2007 Verkäufe JP: + 26.595; Major-Debüt                      |
| 2007 | Meguru Koi no Kisetsu (めぐる恋の季節) 3rd ~LOVE Escalation!~ | JP5 (4 Wo.)JP | Erstveröffentlichung: 11. Juli 2007 Verkäufe JP: + 26.785                                      |
| 2007 | Tokaikko Junjō (都会っ子 純情) 3rd ~LOVE Escalation!~ | JP3 (4 Wo.)JP | Erstveröffentlichung: 17. Oktober 2007 Verkäufe JP: + 38.085                                   |
| 2008 | Lalala Shiawase no Uta (Lalala 幸せの歌) 3rd ~LOVE Escalation!~ | JP6 (3 Wo.)JP | Erstveröffentlichung: 27. Februar 2008 Verkäufe JP: + 31.650                                   |
| 2008 | Namida no Iro (涙の色) ④ Akogare My STAR | JP4 (4 Wo.)JP | Erstveröffentlichung: 23. April 2008 Verkäufe JP: + 33.426                                     |
| 2008 | Edo no Temari Uta II (江戸の手毬唄Ⅱ) Edo no Temari Uta Tsū ④ Akogare My STAR                                                                                             | JP5 (4 Wo.)JP | Erstveröffentlichung: 30. Juli 2008 Verkäufe JP: + 35.789                                      |
| 2008 | Forever Love (Forever Love) ④ Akogare My STAR | JP5 (3 Wo.)JP | Erstveröffentlichung: 26. November 2008 Verkäufe JP: + 29.144; letzte Single mit Kanna Arihara |
| 2009 | Bye Bye Bye! (Bye Bye Bye!) Shocking 5 | JP4 (4 Wo.)JP | Erstveröffentlichung: 15. April 2009 Verkäufe JP: + 27.918                                     |
| 2009 | Shochū Omimai Mōshiagemasu (暑中お見舞い申し上げます) Shocking 5 | JP5 (3 Wo.)JP | Erstveröffentlichung: 1. Juli 2009 Verkäufe JP: + 33.613                                       |
| 2009 | Everyday Zekkōchō! (Everyday絶好調!!) Shocking 5 | JP2 (3 Wo.)JP | Erstveröffentlichung: 16. September 2009 Verkäufe JP: + 27.750; letzte Single mit Erika Umeda  |
| 2010 | Shock! (Shock!) Shocking 5 | JP5 (4 Wo.)JP | Erstveröffentlichung: 6. Januar 2010 Verkäufe JP: + 23.389                                     |
| 2010 | Campus Life (Umarete Kite Yokatta) (キャンパスライフ～生まれて来てよかった～) Chou WONDERFUL! ⑥                                                                          | JP5 (3 Wo.)JP | Erstveröffentlichung: 28. April 2010 Verkäufe JP: + 23.932                                     |
| 2010 | Dance de Bakōn! (Danceでバコーン!) Dansu de Bakōn! Chou WONDERFUL! ⑥ | JP8 (3 Wo.)JP | Erstveröffentlichung: 25. August 2010 Verkäufe JP: + 23.644                                    |
| 2010 | Aitai Lonely Christmas (会いたいロンリークリスマス) Aitai Ronrī Kurisumasu Chou WONDERFUL! ⑥                                                                             | JP6 (3 Wo.)JP | Erstveröffentlichung: 1. Dezember 2010 Verkäufe JP: + 26.238                                   |
| 2011 | Kiss Me Aishiteru (Kiss me 愛してる) Chou WONDERFUL! ⑥ | JP4 (3 Wo.)JP | Erstveröffentlichung: 23. Februar 2011 Verkäufe JP: + 23.925                                   |
| 2011 | Momoiro Sparkling (桃色スパークリング) Dainana Shou "Utsukushikutte Gomen ne"                                                                                            | JP6 (4 Wo.)JP | Erstveröffentlichung: 25. Mai 2011 Verkäufe JP: + 23.961                                       |
| 2011 | Sekaiichi Happy na Onna no Ko (世界一Happyな女の子) Dainana Shou "Utsukushikutte Gomen ne"                                                                               | JP6 (3 Wo.)JP | Erstveröffentlichung: 7. September 2011 Verkäufe JP: + 19.830                                  |
| 2012 | Kimi wa Jitensha Watashi wa Densha de Kitaku (君は自転車 私は電車で帰宅) ② ℃-ute Shinsei Naru Best Album                                                                 | JP3 (4 Wo.)JP | Erstveröffentlichung: 18. April 2012 Verkäufe JP: + 46.096                                     |
| 2012 | Aitai Aitai Aitai na (会いたい 会いたい 会いたいな) ⑧ Queen of J-POP | JP4 (5 Wo.)JP | Erstveröffentlichung: 5. September 2012 Verkäufe JP: + 49.686                                  |
| 2013 | Kono Machi (この街) ⑧ Queen of J-POP | JP4 (3 Wo.)JP | Erstveröffentlichung: 6. Februar 2013 Verkäufe JP: + 26.784                                    |
| 2013 | Crazy Kanzen na Otona (Crazy 完全な大人) ⑧ Queen of J-POP | JP3 (5 Wo.)JP | Erstveröffentlichung: 3. April 2013 Verkäufe JP: + 52.202                                      |
| 2013 | Kanashiki Amefuri / Adam to Eve no Dilemma (悲しき雨降り／アダムとイブのジレンマ) ⑧ Queen of J-POP                                                                       | JP4 (4 Wo.)JP | Erstveröffentlichung: 10. Juli 2013 Verkäufe JP: + 64.080                                      |
| 2013 | Tokai no Hitorigurashi / Aitte Motto Zanshin (都会の一人暮らし／愛ってもっと斬新) ℃maj9                                                                                  | JP3 (5 Wo.)JP | Erstveröffentlichung: 6. November 2013 Verkäufe JP: + 67.748                                   |
| 2014 | Kokoro no Sakebi o Uta ni Shitemita / Love Take It All (心の叫びを歌にしてみた / Love take it all) ℃maj9                                                                 | JP2 (4 Wo.)JP | Erstveröffentlichung: 5. März 2014 Verkäufe JP: + 67.534                                       |
| 2014 | The Power / Kanashiki Heaven (Single Version) (The Power / 悲しきヘブン(Single Version)) ℃maj9                                                                           | JP3 (4 Wo.)JP | Erstveröffentlichung: 16. Juli 2014 Verkäufe JP: + 57.015                                      |
| 2014 | I Miss You / The Future (I miss you ／The Future) ℃maj9 | JP4 (4 Wo.)JP | Erstveröffentlichung: 19. November 2014 Verkäufe JP: + 62.690                                  |
| 2015 | The Middle Management (Josei Chūkan Kanrishoku) / Gamusha Life / Tsugi no Kado o Magare (The Middle Management ～女性中間管理職～ ／ 我武者Life ／ 次の角を曲がれ) ℃maj9 | JP3 (5 Wo.)JP | Erstveröffentlichung: 1. April 2015 Verkäufe JP: + 63.636                                      |
| 2015 | Arigatō (Mugen no Yell) / Arashi o Okosunda Exciting Fight! (ありがとう～無限のエール～／嵐を起こすんだ Exciting Fight！) ℃OMPLETE SINGLE COLLECTION                     | JP2 (4 Wo.)JP | Erstveröffentlichung: 28. Oktober 2015 Verkäufe JP: + 73.018; meistverkaufte Single            |
| 2016 | Naze Hito wa Arasou n’ Darō? / Summer Wind / Jinsei wa Step! (何故 人は争うんだろう? / Summer Wind / 人生はStep!) ℃OMPLETE SINGLE COLLECTION                             | JP2 (8 Wo.)JP | Erstveröffentlichung: 20. April 2016 Verkäufe JP: + 66.658                                     |
| 2016 | Mugen Climax / Ai wa Marude Seidenki / Singing (Ano Koro no Yō ni) (夢幻クライマックス ／ 愛はまるで静電気 / Singing~あの頃のように~) ℃OMPLETE SINGLE COLLECTION         | JP2 Gold · (7 Wo.)JP | Erstveröffentlichung: 2. November 2016 Verkäufe JP: + 61.905                                   |
| 2017 | To Tomorrow / Final Squall / The Curtain Rises (To Tomorrow / ファイナルスコール / The Curtain Rises) ℃OMPLETE SINGLE COLLECTION                                         | JP2 Gold · (4 Wo.)JP | Erstveröffentlichung: 29. März 2017 Verkäufe JP: + 69.730; letzte Single                       |

## Theaterstücke
- Neruko wa ℃-ute (2007)
- Keitai Shosetsuka (2008)
- Atarumo Hakke!? (2009)
- Akuma no Tsubuyaki (2010)
- Sengoku Jieitai (2011)
- Sakura no Hanataba (2014)

## Fernsehsendungen
- ℃-ute has come. ~℃-ute ga Yatte Kita~ (2006-2007)
- Berikyuu! (2008)
- Yorosen! (2008-2009)
- Bijo Gaku (美女学) (2019-2011)
- Hello Pro! TIME (2011-2012)
- Hello! SATOYAMA Life (2012-2013)
- The Girls Live (2014-2017)
- ℃-ute no Challenge TV (2014)